# Кахобве, Эрнест
Эрнест Кахобве (англ. Ernest Kakhobwe; р. 26 июня 1993, Тайоло, округ Тайоло) — малавийский футболист, вратарь клуба «Биг Буллетс» и национальной сборной Малави.

## Биография
В 2013—2014 годах играл за клуб «Бвумбве Ресёрч» во второй лиге Малави. В сезоне 2015 был игроком клуба «Майти Тайгерс» из Блантайра. С 2016 года выступает за клуб «Биг Буллетс», также представляющий Блантайр. В его составе дважды, в 2018 и 2019 годах, становился победителем малавийской Суперлиги.
За национальную сборную Малави выступает с 2017 года. Дебютировал 18 апреля в товарищеском матче с командой Кении (0:0).